# Asiosilis tuberculata
Asiosilis tuberculata es una especie de coleóptero de la familia Cantharidae.

## Distribución geográfica
Habita en Indonesia.